# 12 апреля
12 апреля — 102-й день года (103-й в високосные годы) по григорианскому календарю.
До конца года остаётся 263 дня.
До 15 октября 1582 года — 12 апреля по юлианскому календарю, с 15 октября 1582 года — 12 апреля по григорианскому календарю.
В XX и XXI веках соответствует 30 марта по юлианскому календарю.

## Праздники и памятные дни
См. также: Категория:Праздники 12 апреля

### Международные
- Международный день полёта человека в космос.

### Национальные
- Либерия — Национальный день освобождения (1980).

### Профессиональные
- СССР — День художника[2][3].
- Казахстан — День работников науки.
- СССР,  Россия,  Беларусь — День космонавтики.
- Украина — День работников ракетно-космической отрасли Украины.

### Религиозные

#### Католические
- Память святого Зенона, епископа Вероны.
- Память святого Юлия, папы римского.
- Память святого Алферио.
- Память святого Ангело Карлетти ди Кивассо.
- Память святого Эркембода.

#### Православные[4][5]

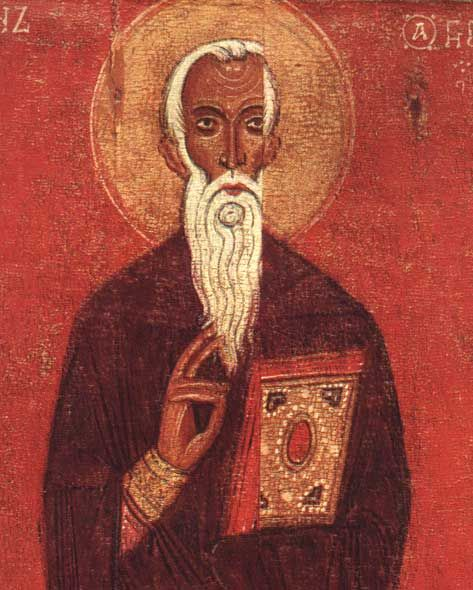
Иоанн Лествичник

- Память преподобного Иоанна Лествичника (649 год).
- Память святителя Софрония, епископа Иркутского (1771 год).
- Память пророка Иоада, человека Божия (X век до н. э.)[6].
- Память апостолов от 70 Сосфена, Аполлоса (Аппелия), Кифы, Кесаря и Епафродита (I век).
- Память святой Еввулы, матери великомученика Пантелеимона (около 303 года).
- Память преподобного Иоанна Безмолвника (Молчальника), епископа Колонийского (VI век).
- Память преподобного Зосимы, епископа Сиракузского (около 662 года).

### Именины
- Православные: Аполлос, Еввула, Епафродит, Зенон, Зосима, Кесарь, Кифа, Иван, Иоад, Сосфен, Софрон[4].
- Католические: Виктор, Зенон, Людослав, Юлиан.

## События
См. также: Категория:События 12 апреля

### До XIX века
- 240 — персидский шаханшах Ардашир Папакан провозгласил своего сына Шапура соправителем[7].
- 467 — Прокопий Антемий стал императором Западной Римской империи[8].
- 627 — Паулин Йоркский обратил в христианство Эдвина, короля Нортумбрии[9].
- 1204 — крестоносцы проломили стены Константинополя и ворвались в столицу Византии.
- 1296 — Менграй Великий основал город Чиангмай — столицу царства Ланнатай (по другим данным, 19 апреля)[10].
- 1606 — по указу английского короля Якова I, который одновременно был королём Шотландии Яковом VI, введён новый флаг, позже получивший название «Юнион Джек». Так как Англия и Шотландия тогда были самостоятельными государствами, то флаг использовался как дополнительный на кораблях обеих стран, чтобы показать, что они служат одному государю.
- 1774 — в ходе сражения у Сакмарского городка войска генерала П. М. Голицына нанесли Е. И. Пугачёву сокрушительное поражение.
- 1782 — британский флот под командованием адмирала Родни разбивает французский флот в Битве у островов Всех Святых в Вест-Индии.
- 1784 — на юге Японии нашли печать вана страны На.
- 1798 — принята конституция Гельветической республики: в Швейцарии ликвидировали кантоны[11].

### XIX век
- 1815 — во время извержения вулкана Тамбора (начало было 5-го, кульминация — 10 апреля) погибло около 10 000 человек сразу и 80 тысяч позднее (в результате цунами и голода).
- 1861
  - Конфедераты начали бомбардировку форта Самтер. Начало Гражданской войны в США.
  - В Российской империи издан Указ «Об учреждении в Санкт-Петербурге Александровской больницы для рабочего населения в память 19 февраля 1861 г.»
- 1862 — Гражданская война в США. Великая паровозная гонка.
- 1864 — Гражданская война в США. Сражение при Форт-Пиллоу.

### XX век
- 1903 — в Лондоне на маршрут вышел первый в мире городской автобус с двигателем внутреннего сгорания.
- 1910 — спущен на воду австро-венгерский броненосец-додредноут SMS Zrínyi.
- 1911
  - Первый беспосадочный полёт из Лондона в Париж осуществляет главный пилот-инструктор лётной школы Блерио в Хендоне Пьер Приер на моноплане «Блерио» с двигателем «Гном» мощностью 50 л. с. Он вылетает с аэродрома Хендон (Великобритания) и через 3 часа 56 минут приземляется на аэродроме Исси-ле-Мулино (Франция).
  - В Санкт-Петербурге состоялся первый Всероссийский воздухоплавательный съезд.
- 1917 — Первая мировая война: победа канадских войск над немцами в битве при Вими во Франции.
- 1918 — Декрет Совнаркома «О снятии памятников, воздвигнутых в честь царей и их слуг, и выработке проектов памятников Российской Социалистической Революции».
- 1919 — в Советской России прошёл первый коммунистический субботник (на станции Москва-Сортировочная были отремонтированы три паровоза).
- 1927 — переворот Чан Кайши в Нанкине и Шанхае.
- 1929 — в СССР основана туристическая компания «Интурист».
- 1934 — скорость ветра в 372 километра в час зарегистрирована на горе Вашингтон (штат Нью-Гэмпшир, США).
- 1937 — стендовые испытания газотурбинного реактивного двигателя Ф. Уиттла[12].
- 1943
  - Основан французский футбольный клуб «Нант».
  - Основан «Курчатовский институт» для создания ядерного оружия[13].
- 1945 — смерть 32-го президента США Франклина Делано Рузвельта, президентом становится Гарри Трумэн.
- 1949 — на юго-западе столицы СССР города Москвы началось строительство Главного здания МГУ на Воробьёвых горах.
- 1951 — чёрный четверг ВВС США; в этот день в ходе Корейской войны американцы потеряли более 10 бомбардировщиков B-29, сбитых или подбитых советскими истребителями МиГ-15[14].
- 1954 — на студии Decca Records записана песня Билла Хейли «Rock Around the Clock», положившая начало массовой популярности рок-н-ролла[15].
- 1959 — в 40-летний юбилей первого Коммунистического субботника, на территории локомотивного депо Москва-Сортировочная был установлен паровоз Ов−7024 — один из трёх отремонтированных тогда паровозов.

- 1961

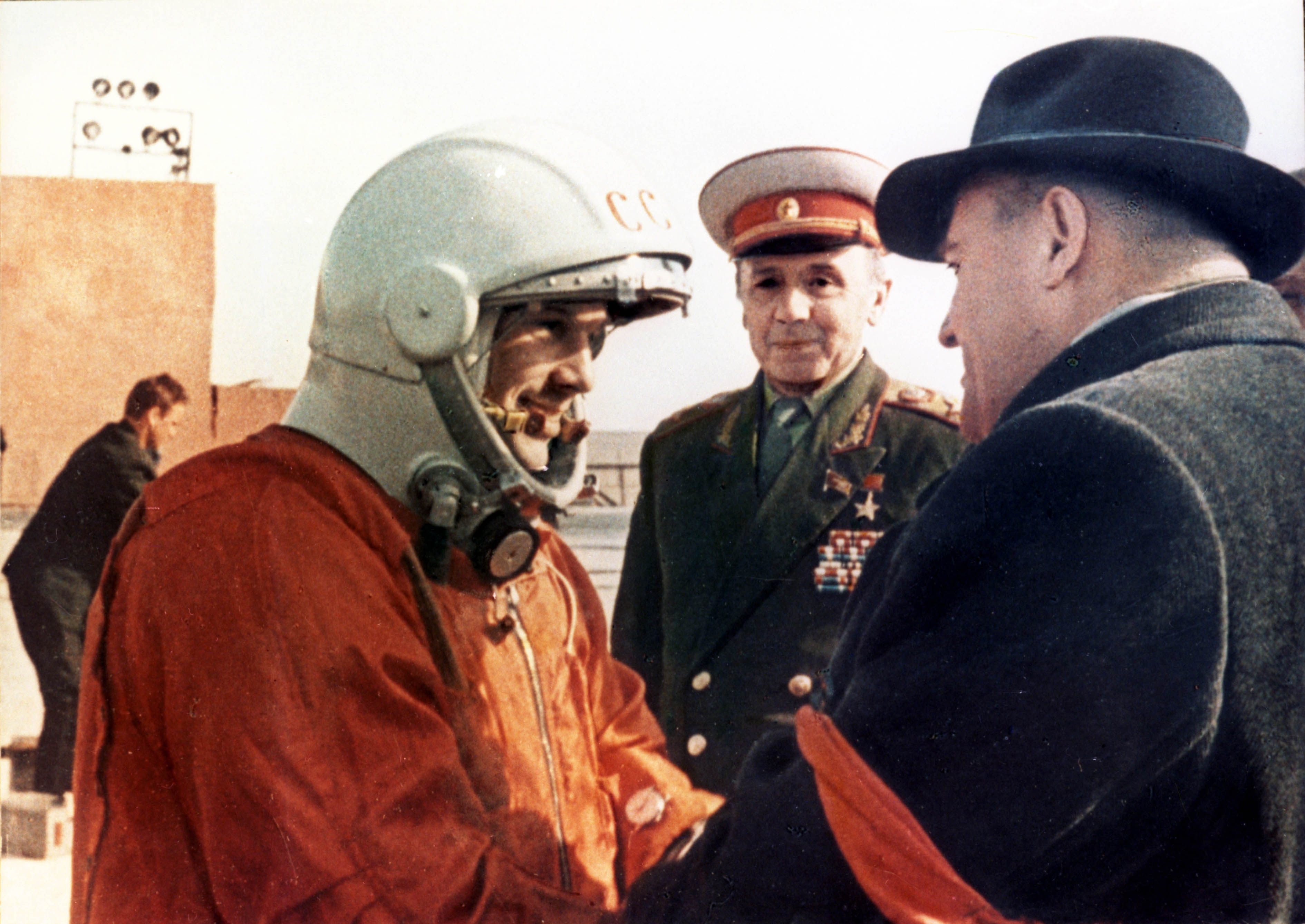
Ю. Гагарин и С. Королёв

  - Гражданин СССР Юрий Гагарин на корабле «Восток-1» стал первым человеком, совершившим космический полёт.
  - Советская подводная лодка К-19 чуть не столкнулась с первой в мире американской атомной подводной лодкой SSN-571 «Nautilus». При манёвре уклонения К-19 ударилась носом о грунт[16].
- 1964 — на орбиту вокруг Земли выводится космический аппарат «Полёт-2»[17][значимость?].
- 1970 — гибель подводной лодки К-8 ВМФ СССР. Погибли 52 члена экипажа подлодки.
- 1972 — в Рио-де-Жанейро самолёт NAMC YS-11A-211 компании VASP разбился при заходе на посадку, 25 погибших.
- 1975 — впервые экспериментально подтверждён феномен осознанного сновидения британским психологом Кейтом Хирном в его лаборатории в Университете Халла, Англия. В память об этом событии празднуется Международный день осознанных сновидений[18].
- 1980
  - Катастрофа Boeing 727 под Флорианополисом. Погибло 55, ранено 3 человека.
  - В Либерии полковник Сэмюэл Доу совершает военный переворот и убивает президента страны Уильяма Толберта.
- 1981 — в день 20-летия первого полёта человека в космос стартовал американский корабль «Колумбия». Первый пилотируемый полёт в космос по программе «Спейс шаттл».
- 1985 — с конвейера Горьковского автозавода сошёл миллионный экземпляр «Волги» ГАЗ-24.
- 1988
  - Бюро патентов и торговых марок США выдаёт первый патент за животное (лабораторная мышь), улучшенное с помощью генной инженерии.
  - Около Ханнемана, Южная Африка. Самолёт Douglas DC-3 компании United Airlines разбивается после того, как на уровне FL90 (9000 фт.) возник пожар и было начато экстренное снижение. Все 24 человека на борту погибают.
- 1990 — катастрофа DHC-6 в Верёе[англ.].
- 1992 — под Парижем открылся «Евро-Диснейленд».
- 1995 — запущен каталог «Yahoo!», быстро ставший одним из самых популярных в мире.
- 1996 — выпущен сингл «You’ve Got a Friend in Me», песня Рэнди Ньюмана, основной музыкальный лейтмотив франшизы «История Игрушек»
- 1997 — пожар в кафедральном соборе Иоанна Крестителя, где находится Туринская плащаница. В последнюю минуту реликвия спасена от огня.

### XXI век
- 2010 — железнодорожная катастрофа в Мерано.
- 2014
  - Война в Донбассе: начало боёв за Славянск.
  - Пожар в Вальпараисо.

## Родились

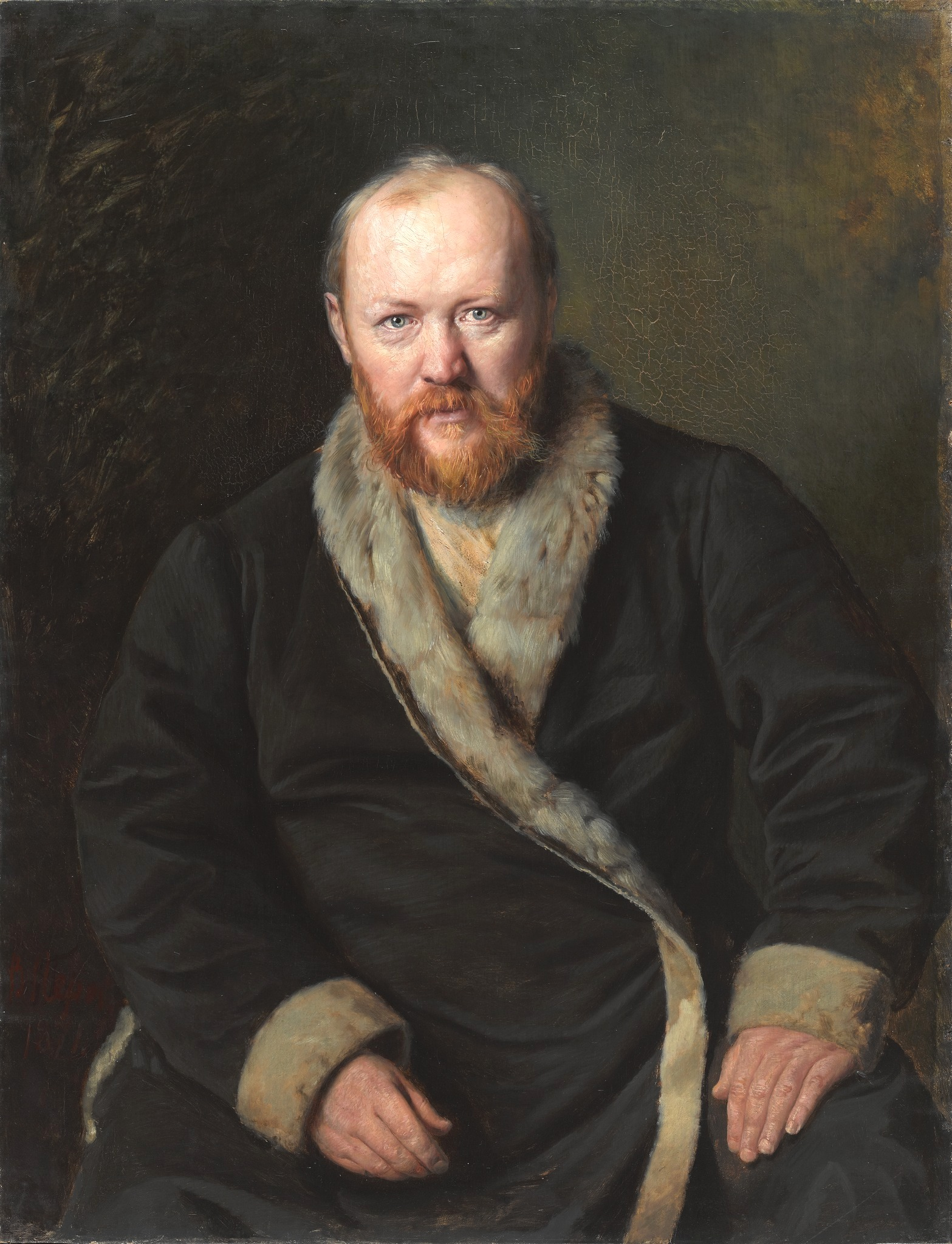
Островский

См. также: Категория:Родившиеся 12 апреля

### До XIX века
- 770 — Али ар-Рида (ум. 818), восьмой шиитский имам, потомок пророка Мухаммеда в седьмом поколении.
- 959 — Энъю (ум. 991), 64-й император Японии.
- 1432 — Анна Австрийская (ум. 1462), принцесса Австрийская, герцогиня Люксембургская.
- 1484 — Санграм Сингх (ум. 1528), раджа княжества Мевар.
- 1577 — Кристиан IV (ум. 1648), король Дании и Норвегии.
- 1723 — Франц Антон Бустелли (ум. 1763), швейцарско-германский фарфоровых дел мастер.
- 1760 — Жан-Франсуа Тома де Томон (ум. 1813), французский архитектор и рисовальщик, работавший в России.
- 1773 — Юрий Лисянский (ум. 1837), русский мореплаватель, исследователь, капитан 1-го ранга.

### XIX век
- 1801 — Йозеф Ланнер (ум. 1843), австрийский композитор, дирижёр и скрипач, один из родоначальников венского вальса.
- 1823 — Александр Островский (ум. 1886), русский драматург, член-корреспондент Петербургской Академии наук.
- 1831 — Константин Менье (ум. 1905), бельгийский скульптор и художник.
- 1839 — Николай Пржевальский (ум. 1888), русский географ, исследователь Центральной Азии.
- 1847 — Егор Золотарёв (ум. 1878), русский математик.
- 1850 — князь Николай Голицын (ум. 1925), последний председатель Совета Министров Российской империи (в 1917).
- 1858 — Леонид Яковлев (ум. 1919), русский певец (баритон).
- 1865 — Сергей Мясоедов (казнён в 1915), полковник русской армии, повешенный во время Первой мировой войны по ложному обвинению в шпионаже.
- 1866 — Александр Ульянов (казнён в 1887), русский революционер-народоволец, террорист, старший брат В. И. Ленина.
- 1871 — Иоаннис Метаксас (ум. 1941), греческий военный и политический деятель, фактический диктатор Греции (1936—1941), основатель идеологии метаксизма.
- 1878 — Пётр Лазарев (ум. 1942), русский советский физик, биофизик, геофизик, педагог, академик АН СССР.
- 1883 — Имоджен Каннингем (ум. 1976), выдающаяся американская женщина-фотограф.
- 1884 — Отто Мейергоф (ум. 1951), немецкий биохимик, лауреат Нобелевской премии (1922).
- 1887 — Черубина де Габриак (урожд. Елизавета Ивановна Дмитриева; ум. 1928), русская поэтесса и драматург, участница одной из самых громких литературных мистификаций.
- 1888 — Генрих Нейгауз (ум. 1964), русский и советский пианист немецкого происхождения, педагог, профессор, народный артист РСФСР.
- 1894 — Франсишку Кравейру Лопиш (ум. 1964), португальский военный деятель и политик.
- 1898 — Лили Понс (Алиса Жозефина Понс; ум. 1976), французская и американская оперная певица (сопрано).

### XX век
- 1903 — Ян Тинберген (ум. 1994), голландский экономист, лауреат Нобелевской премии (1969).
- 1904 — Владимир Честноков (ум. 1968), актёр театра и кино, театральный педагог, народный артист СССР.
- 1905 — Лев Черепнин (ум. 1977), историк, академик АН СССР, лауреат Государственной премии СССР.
- 1911 — Витаутас Сириос-Гира (ум. 1997), литовский советский поэт, писатель-прозаик, переводчик.
- 1912
  - Ефим Копелян (ум. 1975), актёр театра и кино, народный артист СССР (1973).
  - Арсен Мекокишвили (ум. 1972), советский грузинский борец вольного стиля, олимпийский чемпион (1952).
  - Жорж Франжю (ум. 1987), французский кинорежиссёр и киноархивист, один из основателей Французской синематеки.
  - Хаменгкубувоно IX (ум. 1988), вице-президент Индонезии (1973—1978), султан Джокьякарты (1940—1988).
- 1917 — Александр Шалимов (ум. 1991), советский учёный-геолог и писатель-фантаст.
- 1918 — Андрей Попов (ум. 1983), актёр театра и кино, театральный режиссёр, чтец, педагог, народный артист СССР.
- 1928 — Зураб Анджапаридзе (ум. 1997), грузинский и российский оперный певец (тенор), театральный режиссёр, педагог, народный артист СССР.
- 1931 — Леонид Дербенёв (ум. 1995), советский и российский поэт-песенник.
- 1932 — Жан-Пьер Марьель (ум. 2019), французский актёр театра и кино.
- 1933 — Монсеррат Кабалье (ум. 2018), испанская каталонская оперная певица (сопрано).
- 1937
  - Игорь Волк (ум. 2017), советский космонавт, заслуженный лётчик-испытатель СССР, Герой Советского Союза.
  - Станислав Конюхов (ум. 2011), Генеральный конструктор ГКБ «Южное», академик НАН Украины, лауреат Госпремии СССР.
- 1940
  - Михаил Ромадин (ум. 2012), советский и российский живописец, график, художник кино, театра и книги.
  - Херби Хэнкок, американский джазовый пианист, композитор, обладатель 14 премий «Грэмми».
- 1941 — Бобби Мур (ум. 1993), английский футболист, чемпион мира по футболу 1966 года.
- 1942 — Карлос Ройтеман (ум. 2021), аргентинский автогонщик, вице-чемпион мира в классе «Формула-1» (1981).
- 1947 — Дэвид Леттерман, американский комик, телеведущий.
- 1949 — Юрий Куклачёв, артист цирка, клоун-кошковод, народный артист РСФСР.
- 1956 — Энди Гарсиа (Андрес Артуро Гарсиа Менендес), американский актёр, кинорежиссёр и продюсер; родом с Кубы.
- 1957 — Халлвар Торесен, норвежский футболист и футбольный тренер.
- 1961 — Юрий Гальцев, советский и российский артист эстрады, клоун, телеведущий, актёр, певец, заслуженный артист РФ.
- 1962
  - Карлос Сайнс, испанский автогонщик, двукратный чемпион мира по ралли, трёхкратный победитель «Ралли Дакар».
  - Михаил Турецкий, певец, хормейстер, шоумен, основатель арт-группы «Хор Турецкого», народный артист России.
- 1971 — Шеннен Доэрти (ум. 2024), американская актриса, режиссёр и продюсер.
- 1972 — Елена Корикова, советская и российская актриса театра, кино и телевидения, телеведущая.
- 1973 — Кристина Мур, американская актриса театра, кино и телевидения.
- 1974
  - Роман Гамрлик, чешский хоккеист, олимпийский чемпион (1998).
  - Марли Шелтон, американская актриса кино и телевидения.
- 1977 — Валерия Суркова, российская актриса театра и кино, театральный режиссёр.
- 1979
  - Клэр Кэтрин Дэйнс, американская актриса театра, кино и телевидения, лауреат 4 «Золотых глобусов» и 3 «Эмми».
  - Дженнифер Моррисон, американская актриса, модель, кинорежиссёр и продюсер.
  - Карлос Перес, испанский гребец-байдарочник, олимпийский чемпион (2008).
- 1981 — Юрий Борзаковский, российский легкоатлет, олимпийский чемпион (2004), чемпион мира, 3-кратный чемпион Европы.
- 1984 — Андрей Гайдулян, российский актёр театра, кино и дубляжа.
- 1985 — Ольга Серябкина, российская певица и автор песен, бывшая солистка «Serebro».
- 1987
  - Бруклин Деккер, американская фотомодель, актриса кино и телевидения.
  - Брендон Ури, американский певец, автор песен и музыкант, вокалист группы «Panic! At the Disco».
- 1991 — Магнус Пяяйарви Свенссон, шведский хоккеист, чемпион мира (2018).
- 1992 — Чад ле Кло, южноафриканский пловец, олимпийский чемпион (2012), многократный чемпион мира.
- 1994 — Сирша Ронан, ирландская и американская актриса, обладательница «Золотого глобуса».
- 1997 — Ромен Каннон, французский фехтовальщик, олимпийский чемпион (2020).

## Скончались
См. также: Категория:Умершие 12 апреля

### До XIX века
- 352 — Юлий I, епископ Рима.

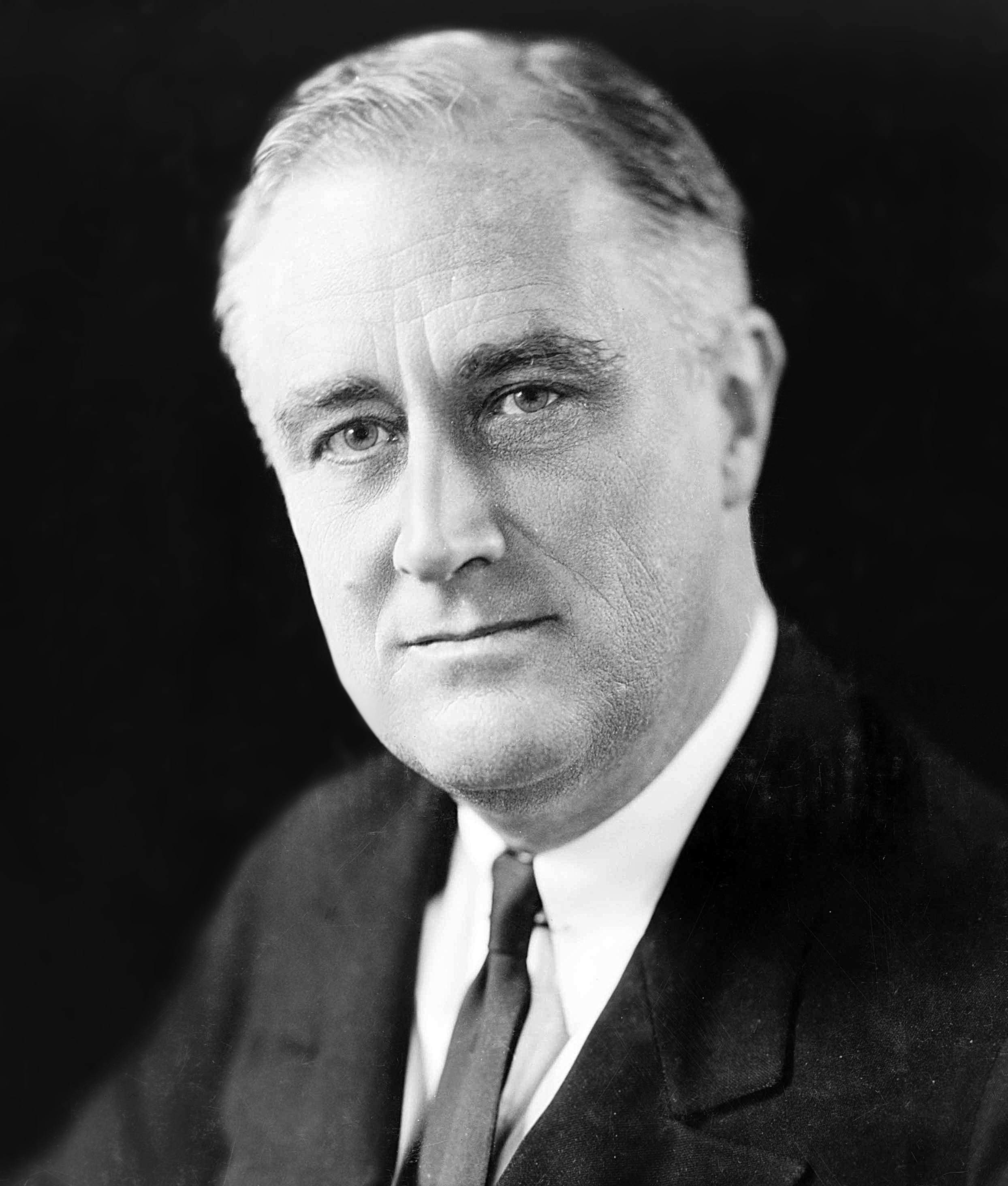
Рузвельт

- 901 — Евдокия Ваяна, третья жена византийского императора Льва VI.
- 1125 — Владислав I, князь Чехии.
- 1684 — Николо Амати (р. 1596), итальянский мастер по изготовлению струнных музыкальных инструментов.
- 1704 — Жак Боссюэ (р. 1627), французский писатель, епископ, идеолог галликанства.
- 1758 — Антуан де Жюссье (р. 1686), французский врач и ботаник.

### XIX век
- 1814 — Чарльз Берни (р. 1726), английский композитор, органист и историк музыки.
- 1817 — Шарль Мессье (р. 1730), французский астроном, член Парижской Академии наук.
- 1840 — Франц Антон Герстнер (р. 1796), чешский инженер и предприниматель.
- 1871 — Пьер Леру (р. 1797), французский философ и политэконом.
- 1880 — Генрик Венявский (р. 1835), польский скрипач и композитор, автор полонезов и мазурок.

### XX век
- 1937 — Филотео Альберини (р. 1867), итальянский режиссёр, изобретатель, один из пионеров кинематографа.
- 1938 — Фёдор Шаляпин (р. 1873), русский оперный и камерный певец (бас), первый народный артист Республики.
- 1939 — Николай Стрельников (р. 1888), советский композитор, музыкальный критик, дирижёр.
- 1945 — Франклин Делано Рузвельт (р. 1882), американский политик, 32-й президент США (1933—1945).
- 1959 — Джеймс Глисон (р. 1886), американский актёр, драматург и сценарист.
- 1971
  - Серго Закариадзе (р. 1909), грузинский актёр театра и кино, чтец, народный артист СССР.
  - Игорь Тамм (р. 1895), советский физик-теоретик, лауреат Нобелевской премии (1958).
- 1974 — Евгений Вучетич (р. 1908), советский скульптор-монументалист.
- 1975 — Жозефина Бейкер (р. 1906), американская танцовщица и певица, звезда мюзик-холла «Фоли-Бержер».
- 1980
  - Аркадий Северный (р. 1939), советский музыкант и певец, исполнитель авторских песен, городского фольклора.
  - убит Уильям Ричард Толберт (р. 1913), президент Всемирного союза баптистов (1965—1966), президент Либерии (с 1971).
- 1982 — Софья Гиацинтова (р. 1895), актриса театра и кино, режиссёр, педагог, народная артистка СССР.
- 1986 — Валентин Катаев (р. 1897), русский советский писатель, поэт, драматург, киносценарист.
- 1993 — Игорь Чумычкин (р. 1965), советский и российский рок-музыкант, гитарист группы «Алиса».
- 1997 — Зураб Анджапаридзе (р. 1928), грузинский оперный певец (тенор), режиссёр, народный артист СССР.

### XXI век
- 2001 — Харви Болл (р. 1921), американский художник, график, придумавший смайлик.
- 2009 — Алексей Богомолов (р. 1913), советский учёный-радиотехник, Герой Социалистического Труда, академик РАН.
- 2012 — Владимир Ухин (р. 1930), диктор, телеведущий, заслуженный артист РСФСР.
- 2015 — Филипп Рутберг (р. 1931), советский и российский учёный-электрофизик, академик РАН.
- 2017 — Аскольд Костюк (р. 1924), советский и российский механик и учёный-теплоэнергетик, профессор.
- 2020 — Стирлинг Мосс (р. 1929), британский автогонщик, 4-кратный вице-чемпион мира в классе «Формула-1».
- 2022 — Сергей Яшин (р. 1962), советский хоккеист, олимпийский чемпион (1988), двукратный чемпион мира, трёхкратный чемпион Европы.
- 2024
  - Роберто Кавалли (р. 1940),  итальянский дизайнер одежды, основатель бренда Roberto Cavalli.
  - Ольга Фикотова (р. 1932), чехословацкая, а затем американская легкоатлетка, метательница диска. Олимпийская чемпионка-рекордсменка (1956).

## Народный календарь, приметы и фольклор Руси
Беды с домовым. Иоанн Лествичник. Простины Беломорья (северн.).
- В этот день полагалось печь из теста лесенки — для будущего восхождения на небо.
- Домовой бесится до полуночи и, пока не запоёт петух, не узнаёт своих домашних. Поэтому ходить на двор в этот день было нежелательно.
- Средний срок начала тяги вальдшнепов; если вдруг тяга прекращается — жди скорого похолодания[19].